# The Roundhouse Tapes
The Roundhouse Tapes è un doppio album live del gruppo svedese progressive death metal degli Opeth, registrato nel 2006 e pubblicato nel 2007.

## Il disco
Il doppio cd è stato registrato il 9 novembre 2006 ed è uscito il 5 novembre 2007 in Europa e il 20 novembre 2007 nel resto del mondo. È il primo album live degli Opeth registrato su cd. Il titolo è una citazione della prima demo degli Iron Maiden,
The Soundhouse Tapes, e del luogo dove è stato registrato il concerto, il Roundhouse di Londra.
Mikael Åkerfeldt ha detto: "Il concerto al Roundhouse sarà uno spettacolo da ricordare per molte ragioni, soprattutto perché il gruppo era nei momenti migliori del Ghost Reveries Tour". Inoltre si tratta del primo album registrato dopo l'uscita del batterista Martin Lopez, sostituito da Martin Axenrot, e l'ultimo col chitarrista Peter Lindgren.

## Tracce

### CD 1
1. When − 10:28  (My Arms, Your Hearse)
2. Ghost of Perdition − 10:57 (Ghost Reveries)
3. Under the Weeping Moon − 10:28 (Orchid)
4. Bleak − 8:39 (Blackwater Park)
5. Face of Melinda − 9:58 (Still Life)
6. The Night and the Silent Water − 10:29 (Morningrise)

### CD 2
1. Windowpane − 8:01 (Damnation)
2. Blackwater Park − 18:59 (Blackwater Park)
3. Demon of the Fall − 8:13 (My Arms, Your Hearse)

Note:
- L'inizio di When comprende l'introduzione Through Pains to Heaven tratta dal film del 1979 di Werner Herzog "Nosferatu, principe della notte" suonata dai Popol Vuh nella colonna sonora Nosferatu.
- Il finale di Blackwater Park comprende la presentazione dei membri del gruppo.

## Formazione
- Mikael Åkerfeldt - chitarra, voce
- Peter Lindgren - chitarra
- Martin Axenrot - batteria
- Martin Mendez - basso
- Per Wiberg - tastiere